# Galium uruguayense
Galium uruguayense là một loài thực vật có hoa trong họ Thiến thảo. Loài này được Bacigalupo mô tả khoa học đầu tiên năm 1975.